# Cunaxoides parvus
Cunaxoides parvus är en spindeldjursart som först beskrevs av Ewing 1917.  Cunaxoides parvus ingår i släktet Cunaxoides och familjen Cunaxidae. Inga underarter finns listade i Catalogue of Life.